# Andreas Geritzer
Andreas Geritzer (Viena, 11 de diciembre de 1977) es un deportista austríaco que compitió en vela en la clase Laser. 
Participó en cuatro Juegos Olímpicos de Verano, entre los años 2000 y 2012, obteniendo una medalla de plata en Atenas 2004, en la clase Laser, y el quinto lugar en Sídney 2000. Ganó cuatro medallas de bronce en el Campeonato Europeo de Laser entre los años 1998 y 2011.

## Palmarés internacional
| \| Juegos Olímpicos \| Juegos Olímpicos \| Juegos Olímpicos \| Juegos Olímpicos \| \| Año \| Lugar \| Medalla \| Clase \| \| ------------------ \| ---------------------- \| ----------------- \| ---------------- \| \| 2004 \| Atenas (Grecia) \| Medalla de plata \| Laser \| \| Campeonato Europeo \| \| \| \| \| Año \| Lugar \| Medalla \| Clase \| \| 1998 \| Breitenbrunn (Austria) \| Medalla de bronce \| Laser \| \| 2005 \| Cartagena (España) \| Medalla de bronce \| Laser \| \| 2010 \| Tallin (Estonia) \| Medalla de bronce \| Laser \| \| 2011 \| Helsinki (Finlandia) \| Medalla de bronce \| Laser \| |                        |                   |       |
| Juegos Olímpicos |                        |                   |       |
| Año | Lugar                  | Medalla           | Clase |
| 2004 | Atenas (Grecia)        | Medalla de plata  | Laser |
| Campeonato Europeo |                        |                   |       |
| Año | Lugar                  | Medalla           | Clase |
| 1998 | Breitenbrunn (Austria) | Medalla de bronce | Laser |
| 2005 | Cartagena (España)     | Medalla de bronce | Laser |
| 2010 | Tallin (Estonia)       | Medalla de bronce | Laser |
| 2011 | Helsinki (Finlandia)   | Medalla de bronce | Laser |